# Hitomi Kanehara
Hitomi Kanehara (en japonés: 金原 ひとみ, Tokio, 8 de agosto de 1983) novelista japonesa.

## Biografía
Dejó los estudios con 15 años para dedicarse a la literatura apoyada por su padre, el profesor de literatura, escritor de novela infantil y traductor Mizuhito Kanehara.

## Premios
- Premio Akutagawa, 2003[2]
- Shueisha) por Hebi ni Piasu, 2003

## Obra
- 2003 Hebi ni piasu (蛇にピアス), ISBN 4087746836
- 2004 Asshu beibii (アッシュベイビー), ISBN 4087747018
- 2005 AMEBIC, ISBN 4087747018
- 2005 Ōtofikushon (オートフィクション), ISBN 9784087753646
- 2007 Haidora (ハイドラ), ISBN 4103045310
- 2007 Hoshi e ochiru (星へ落ちる), ISBN 4087748979
- 2009 Yūutsu tachi (憂鬱たち), ISBN 4163285202
- 2009 Trip Trap (トリップ・トラップ), ISBN 4048740121
- 2011 Mazāzu (マザーズ), ISBN 9784103045328